# Fenestrulina catastictos
Fenestrulina catastictos är en mossdjursart som beskrevs av Gordon 1984. Fenestrulina catastictos ingår i släktet Fenestrulina och familjen Microporellidae. Inga underarter finns listade i Catalogue of Life.